# اشچیانکی، استان بزرگتر لهتان
اشچیانکی، استان بزرگتر لهتان (به لاتین: Trzcianki, Greater Poland Voivodeship) یک منطقهٔ مسکونی در لهستان است که در Gmina Pyzdry واقع شده‌است.